# Madrid Masters 2010
De Madrid Masters is een golftoernooi van de Europese PGA Tour.
In 2010 vond de 3de Madrid Masters plaats van 27-30 mei op de Real Sociedad Hípica Española Club del Campo bij Madrid. Het prijzengeld bedroeg € 1.500.000. Titelverdediger was Ross McGowan, die zijn eerste overwinning op de Europese Tour behaalde en daarmee € 250.000 verdiende. Voor de World Ranking kreeg de winnaar 24.00 punten.

## De baan
De club werd in 1901 opgericht. De baan werd aangelegd op een terrein van 64 hectare. In 1908 kreeg de club het predicaat Koninklijk van de 23-jarige koning Alfonso XIII. De club was in 1923 een van de grondleggers van de Spaanse Golffederatie.

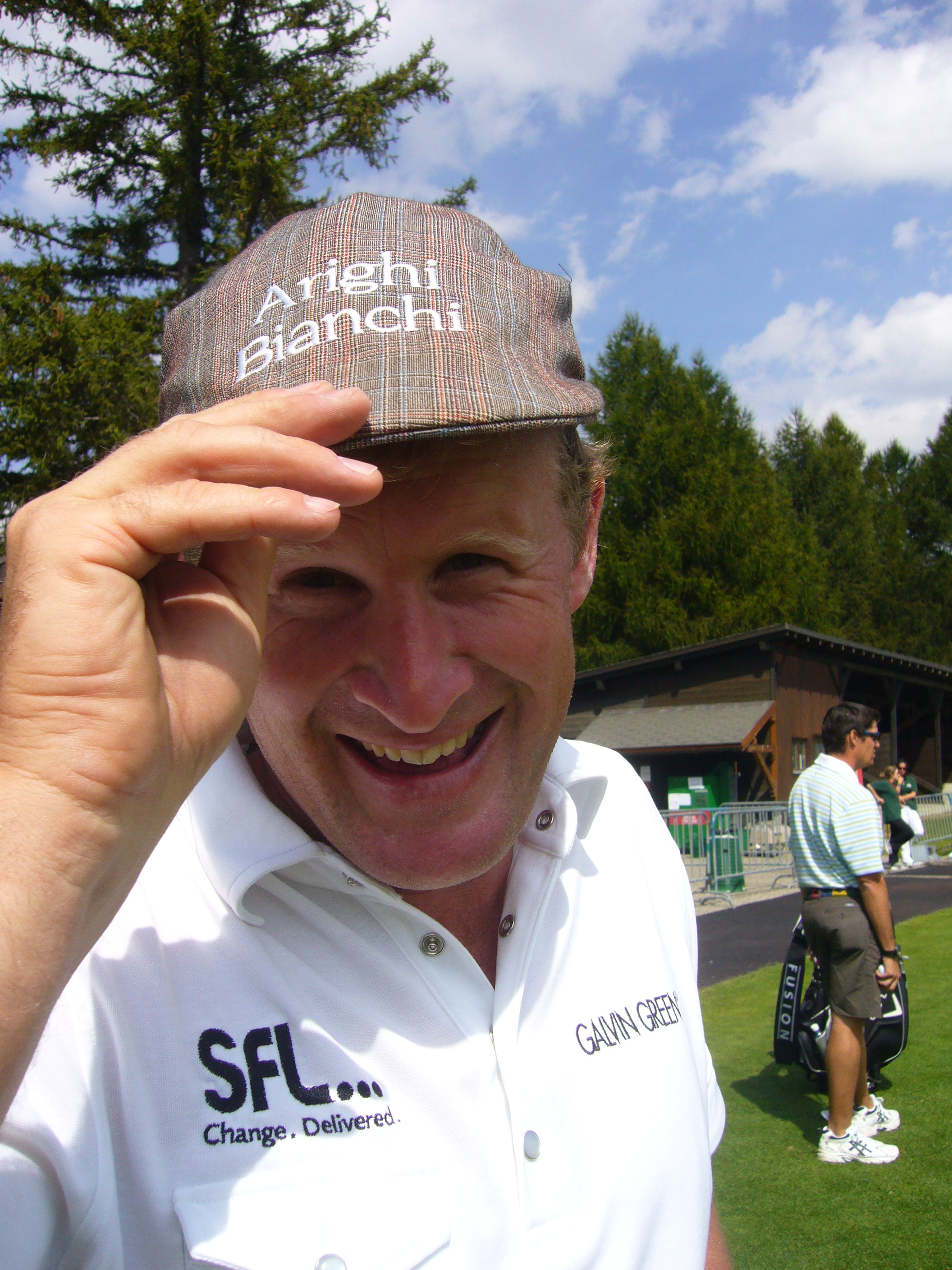
Jamie Donaldson

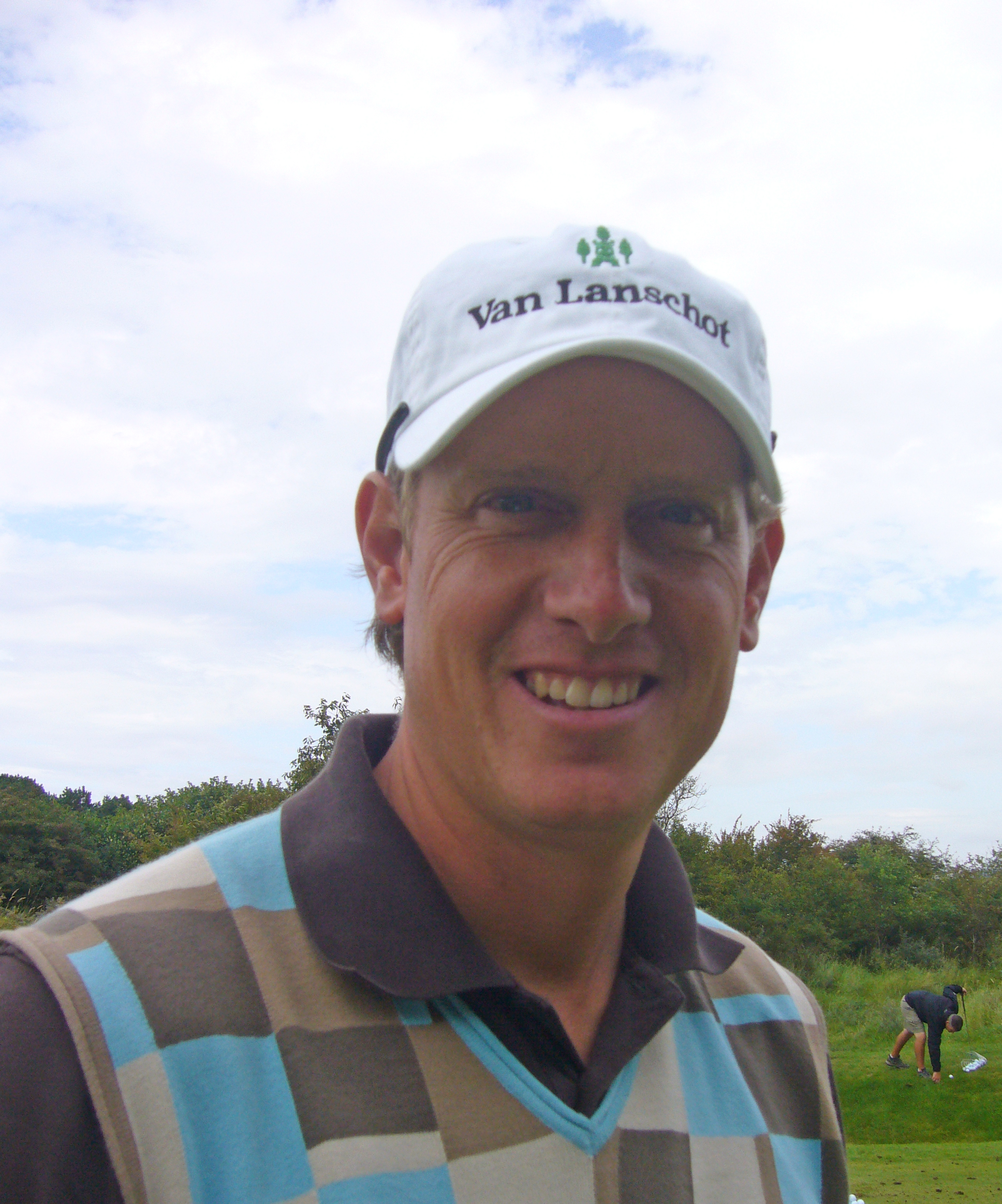
Maarten Lafeber

| Hole   | 1   | 2   | 3   | 4   | 5   | 6   | 7   | 8   | 9   | Out  | 10  | 11  | 12  | 13  | 14  | 15  | 16  | 17  | 18  | In   | Totaal |
| ------ | --- | --- | --- | --- | --- | --- | --- | --- | --- | ---- | --- | --- | --- | --- | --- | --- | --- | --- | --- | ---- | ------ |
| Meters | 412 | 149 | 532 | 380 | 376 | 326 | 180 | 180 | 602 | 3220 | 488 | 395 | 365 | 369 | 167 | 389 | 514 | 181 | 355 | 3800 | 6552   |
| Yards  | 451 | 163 | 582 | 416 | 411 | 357 | 197 | 407 | 658 | 3220 | 534 | 432 | 399 | 404 | 183 | 425 | 562 | 198 | 388 | 3475 | 7167   |
| Par    | 4   | 3   | 5   | 4   | 4   | 4   | 3   | 4   | 5   | 36   | 5   | 4   | 4   | 4   | 3   | 4   | 5   | 3   | 4   | 36   | 72     |

## Het verslag
De Pro-Am werd 's ochtends gewonnen door het team van Gonzalo Fernández-Castaño en 's middags door het team van Paul McGinley. Beide teams hadden een medal score van 58.

Gonzalo's bedrijf GFC Golf & Business is de promotor van dit toernooi.

#### Ronde 1
14:00 uur: Na de ochtendronde staan twee spelers uit Wales met −7 aan de leiding: Jamie Donaldson en Rhys Davies. Er staan 75 spelers onder par.
18:30 uur: Maarten Lafeber was vanmiddag de Nederlander met de mooiste score. Met −6 deelt hij de 3de plaats met Paul McGinley.

20:00 uur: Er is een derde leider bijgekomen, Luke Donald. Luiten en Derksen hebben onder par gespeeld.

#### Ronde 2
13:30 uur: Lafeber begon vandaag met een dubbel-bogey op de 10de hole en op hole 15 maakte hij er weer eentje. Uiteindelijk heeft zijn mooie eerste ronde tenietgedaan door vandaag +4 te scoren, maar hij mag dit weekend meedoen. Luiten en Derksen moeten nog 4 holes. Luiten staat vandaag op −1, Derksen op +1, ze zullen onder par moeten staan om zich voor het weekend te kwalificeren. Luke Donald staat vandaag al op −7 en moet nog 3 holes spelen. Davies en Donaldson moeten nog starten.

15:30 uur: Derksen maakte op hole 16 en 17 een birdie en staat net als Lafeber met −2 voorlopig op de 54ste plaats. Zij moeten dus afwachten hoe de middagspelers scoren om te weten of ze het weekend spelen mogen. Luiten heeft weer een mooie score binnengebracht en staat met −5 nu met twaalf andere spelers op de 9de plaats. De laatste spelers zijn net aan de 2de ronde begonnen.

19:00 uur: Even stonden Luke Donald en Rhys Davies samen aan de leiding maar op hole 17 maakte Davies een bogey. Luke Donald staat nu alleen aan de leiding. Alle Nederlanders hebben de cut gehaald.
Graeme Storm heeft het toernooirecord verbeterd en een ronde van 64 gemaakt. Hij klom 92 plaatsen.

#### Ronde 3
Luke Donald moet de leiding weer met Rhys Davies delen, ze staan nu op −16. Francesco Molinari maakte 65 en staat nu 3de, Alvaro Quiros maakte 64 en staat nu 4de.

#### Ronde 4
16:00 uur: Na negen holes staat Luke Donald op −19, Rhys Davies op −18 en Francesco Molinari op −17. Ze staan dus nog dicht bij elkaar. Derksen heeft een mooie ronde van −4 gemaakt en is daardoor voorlopig in de top 10 terechtgekomen. Luiten heeft zelfs −5 gemaakt en staat nu 27ste. Er zijn nog 16 spelers in de baan.
- Live leaderboard

| Eindstand | Naam               | R1 | Score | Nr  | R2 | Score | Totaal | Nr  | R3 | Score | Totaal | Nr  | R4 | Score | Totaal |
| --------- | ------------------ | -- | ----- | --- | -- | ----- | ------ | --- | -- | ----- | ------ | --- | -- | ----- | ------ |
| 1         | Luke Donald        | 65 | −7    | T1  | 67 | −5    | −12    | 1   | 68 | −4    | −16    | 1   | 67 | −5    | −21    |
| 2         | Rhys Davies        | 65 | −7    | T1  | 68 | −4    | −11    | 2   | 67 | −5    | −16    | 1   | 68 | −4    | −20    |
| 3         | Francesco Molinari | 67 | −5    | T6  | 70 | −2    | −7     | T5  | 65 | −7    | −14    | 3   | 68 | −4    | −18    |
| 4         | Graeme McDowell    | 68 | −4    | T14 | 68 | −4    | −8     | 4   | 70 | −2    | −10    | 8   | 65 | −7    | −17    |
| 5         | Robert Rock        | 70 | −2    | T   | 68 | −4    | −6     | T8  | 67 | −5    | −11    | T6  | 68 | −4    | −15    |
| 6         | Jamie Donaldson    | 65 | −7    | T1  | 70 | −2    | −9     | 3   | 70 | −2    | −11    | T6  | 70 | −2    | −13    |
| T10       | Alvaro Quiros      | 69 | −3    | T21 | 70 | −2    | −5     | T15 | 64 | −8    | −13    | 4   | 74 | +2    | −11    |
| T10       | Robert-Jan Derksen | 71 | −1    | T62 | 71 | −1    | −2     | T44 | 67 | −5    | −7     | T17 | 68 | −4    | −11    |
| 16        | Jarmo Sandelin     | 67 | −5    | T5  | 70 | −2    | −7     | T5  | 70 | −2    | −9     | T9  | 71 | −1    | −10    |
| T21       | Graeme Storm       | 73 | +1    | T98 | 64 | −8    | −7     | T5  | 67 | −5    | −12    | 5   | 75 | +3    | −9     |
| T27       | Joost Luiten       | 70 | −2    | T46 | 79 | −3    | −5     | T14 | 74 | +2    | −3     | T50 | 67 | −5    | −8     |
| T42       | Paul McGinley      | 66 | −6    | T4  | 74 | +2    | −4     | T22 | 70 | −2    | −6     | T27 | 72 | par   | −6     |
| T62       | Maarten Lafeber    | 66 | −6    | T4  | 76 | +4    | −2     | T44 | 73 | +1    | −1     | T62 | 72 | par   | −1     |

## De spelers
| - Felipe Aguilar - Thomas Aiken - Fredrik Andersson Hed - Phillip Archer - Peter Baker - Carlos Balmaseda - Sion E. Bebb - Seve Benson - Richard Bland - Gary Boyd - Markus Brier - Paul Broadhurst - Mark Brown - Andrew Butterfield - Rafael Cabrera Bello - Michael Campbell - Ariel Cañete - Gabriel Cañizares - Alejandro Cañizares - Emanuele Canonica - Clodomiro Carranza - Neil Cheetham - Shiv Chowrasia - Gary Clark - Darren Clarke - George Coetzee - Robert Coles - Andrew Coltart - Rhys Davies - Robert-Jan Derksen - David Dixon - Stephen Dodd - Luke Donald - Jamie Donaldson - Nick Dougherty - Bradley Dredge - Scott Drummond - David Drysdale - Simon Dyson - Rafa Echenique - Pelle Edberg | - Johan Edfors - Jamie Elson - Martin Erlandsson - Niclas Fasth - Gonzalo Fernández-Castaño - Kenneth Ferrie - Richard Finch - Oliver Fisher - Alastair Forsyth - Mark Foster - Marcus Fraser - Lorenzo Gagli - Stephen Gallacher - Chris Gane - Sergio García - Ignacio Garrido - Jean-Baptiste Gonnet - Ricardo González - Tano Goya - Richard Green - Stephan Gross Jr. - Julien Guerrier - Mark F Haastrup - Søren Hansen - Grégory Havret - Benjamin Hebert - Peter Hedblom - Scott Hend - Oskar Henningsson - David Howell - Jeppe Huldahl - Sam Hutsby - Raphaël Jacquelin - Thongchai Jaidee - Steven Jeppesen - Miguel Angel Jiménez - Eirik Tage Johansen - Michael Jonzon - Anthony Kang - Shiv Kapur - Martin Kaymer - Simon Khan | - James Kingston - Rick Kulacz - Maarten Lafeber - Barry Lane - José Manuel Lara - Pablo Larrazábal - Peter Lawrie - Paul Lawrie - Danny Lee - Wen-chong Liang - José-Filipe Lima - Sam Little - Gary Lockerbie - Shane Lorwy - Jean-François Luquin - Joost Luiten - Mikael Lundberg - David Lynn - Stuart Manley - Andrew Marshall - Gareth Maybin - Andrew McArthur - Graeme McDowell - Richard McEvoy - Paul McGinley - Ross McGowan - Damien McGrane - Francesco Molinari - Edoardo Molinari - James Morrison - Gary Murphy - Christian Nilsson - Chapchai Nirat - Henrik Nyström - Steven O'Hara - Peter O'Malley - Fredrik Ohlsson - Louis Oosthuizen - Pedro Oriol - Gary Orr - Hennie Otto - John Parry | - Phillip Price - Julien Quesne - Alvaro Quiros - Richie Ramsay - Jyoti Randhawa - Robert Rock - Carlos Rodiles - Marco Ruiz - Brett Rumford - James Ruth - Alvaro Salto - Jarmo Sandelin - Charl Schwartzel - Marcel Siem - Patrik Sjöland - Graeme Storm - Scott Strange - Diego Suazo - Carl Suneson - Andrew Tampion - Simon Thornton - Daniel Vancsik - Anthony Wall - Paul Waring - Marc Warren - Steve Webster - Peter Whiteford - Oliver Wilson - Fabrizio Zanotti Nationale Order of Merit - Jorge Campillo - Javi Colomo - Carlos Del Moral - Alfredo García Heredia - Pedro Linhart - Santiago Luna - Raul Quiros - Alvaro Velasco Amateurs - Jorge Simon - Santiago Vega de Seoane |

Zie ook Europese PGA Tour 2010